# Li Xuanxu
Li Xuanxu (kinesiska: 李玄旭, pinyin: Lǐ Xuánxù), född 5 februari 1994 i Zhuzhou, Hunan, Kina är en kinesisk simmare.